# Ross 614
Ross 614 è uno dei sistemi binari più vicino a noi ed è formato da due piccole nane rosse. La coppia si trova ad una distanza di circa 13,3 anni luce È una delle coppie di stelle più piccole e leggere che si conoscano. Scoperte nel 1927 da F.E. Ross, entrambe sono di tipo spettrale M. Le due componenti, visualmente separate di 1,1 secondi d'arco, ruotano attorno al comune centro di massa in un periodo di 16,6 anni.

## Le componenti

### Ross 614 A
La componente A possiede 1/5 della massa del nostro Sole, 1/4 del diametro, ed è 2100 volte meno luminosa, mentre la sua magnitudine visuale è pari a 11,15. È anche classificata variabile con la denominazione V577 Monocerotis, per essere una stella a brillamento, con brevi e violenti cambi di luminosità anche nel giro di poche ore e anche meno.

### Ross 614 B
La componente B ha una massa pari a 1/10 della massa del Sole, e solo 1/9 del suo diametro ed è 63 000 volte meno luminosa. Ross 614B possiede solo 80 volte la massa di Giove, appena sufficiente a innescare la fusione dell'idrogeno nel suo nucleo, fattore che contraddistingue le vere stelle dalle nane brune. Approssimativamente ha lo stesso diametro di Giove, e una magnitudine visuale di +14,2.